# Pallacanestro Reggiana 2025-2026
Questa voce raccoglie le informazioni riguardanti la Pallacanestro Reggiana nelle competizioni ufficiali della stagione 2025-2026.

## Stagione
La stagione 2025-2026 della Pallacanestro Reggiana ancora sponsorizzata UNAHOTELS, è la 28ª nel massimo campionato italiano di pallacanestro, la Serie A.

## Roster
Aggiornato al 20 agosto 2025.
| UNA Hotels Reggio Emilia 2025-26 | UNA Hotels Reggio Emilia 2025-26 |
| Giocatori                        | Staff tecnico                    |
| -------------------------------- | -------------------------------- |

| N. | Naz.                   | Ruolo | Nome               | Anno | Alt.   | Peso   |  |
| -- | ---------------------- | ----- | ------------------ | ---- | ------ | ------ |  |
| 0  | Stati Uniti (bandiera) | G     | Jaylen Barford     | 1996 | 191 cm | 86 kg  |  |
| 7  | Italia (bandiera)      | GA    | Tomas Woldetensae  | 1998 | 196 cm | 89 kg  |  |
| 10 | Stati Uniti (bandiera) | P     | Troy Caupain       | 1995 | 193 cm | 95 kg  |  |
| 11 | Stati Uniti (bandiera) | AG    | Bryson Williams    | 1998 | 203 cm | 106 kg |  |
| 15 | Stati Uniti (bandiera) | G     | Jamar Smith        | 1987 | 191 cm | 84 kg  |  |
| 16 | Italia (bandiera)      | PG    | Lorenzo Uglietti   | 1994 | 192 cm | 84 kg  |  |
| 20 | Italia (bandiera)      | AG    | Luca Severini      | 1996 | 204 cm | 92 kg  |  |
| 31 | Italia (bandiera)      | G     | Michele Vitali (C) | 1991 | 196 cm | 96 kg  |  |
| 55 | Stati Uniti (bandiera) | AG    | Kwan Cheatham      | 1994 | 206 cm | 107 kg |  |
| -  | Colombia (bandiera)    | C     | Jaime Echenique    | 1997 | 211 cm | 117 kg |  |

| Allenatore |
| - Dīmītrīs Priftīs                                                                                               |
| Assistente/i |
| - Giuseppe Di Paolo - Federico Fucà - Marco Rossetti Legenda - (C) Capitano - (IN) Inattivo - Infortunato Roster |

## Mercato

### Sessione estiva
| P  | Troy Caupain      | Strasburgo           | svincolato    |
| P  | Filippo Gallo     | RSR Sebastiani Rieti | fine prestito |
| GA | Tomas Woldetensae | Napoli Basket        | svincolato    |
| A  | Omer Suljanović   | U.C.C. Piacenza      | fine prestito |
| AG | Luca Severini     | Derthona Basket      | svincolato    |
| AG | Bryson Williams   | Socar Petkimspor     | svincolato    |
| C  | Jaime Echenique   | Socar Petkimspor     | svincolato    |

| Cessioni | Cessioni          | Cessioni         | Cessioni                | Cessioni |
| R.       | Nome              | a                | Modalità                |          |
| -------- | ----------------- | ---------------- | ----------------------- | -------- |
| P        | Cassius Winston   | H. Gerusalemme   | fine contratto          |          |
| P        | Filippo Gallo     | Pistoia Basket   | prestito                |          |
| A        | Omer Suljanović   | UC Davis Aggies  | fine contratto          |          |
| AP       | Sasha Grant       | Vanoli Cremona   | opzione uscita          |          |
| AC       | Matteo Chillo     | Universo Treviso | fine contratto          |          |
| C        | Stéphane Gombauld | Nancy            | fine contratto          |          |
| C        | Mouhamed Faye     | Paris            | definitivo (300 mila €) |          |
| C        | Kenneth Faried    | Free agent       | fine contratto          |          |